# Iglesia de la Magdalena (Torrelaguna)
La iglesia parroquial de Santa María Magdalena en la localidad española de Torrelaguna en la Comunidad de Madrid es un edificio de estilo gótico construido en el siglo XV. Fue declarada Monumento Histórico Artístico, hoy bien de interés cultural, el 27 de abril de 1983. Constituye uno de los mejores exponentes del gótico isabelino o tardío en la península, y especialmente en la Comunidad de Madrid.

## Historia y descripción
Comenzó a edificarse bajo su forma actual en el siglo XV, continuando las obras durante toda la centuria siguiente, rematada ésta por el cardenal Cisneros, natural de esta villa.

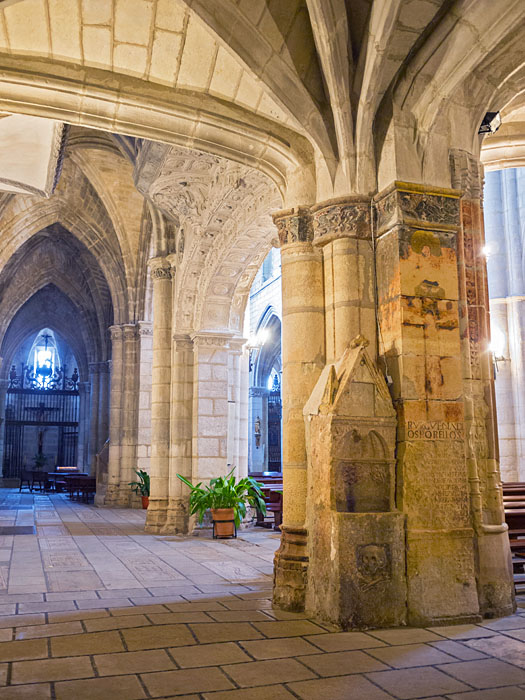
Detalle del interior

Se construyó sobre otra iglesia anterior. Fue inaugurada en el siglo XVII. Tiene una planta de tres naves que se puede calificar como basilical. Las bóvedas son de crucería gótica que son sostenidas por una serie de arbotantes apoyados en contrafuertes entre los que se abren las diferentes capillas en cuyo interior hay retablos destacables.
El campanario es del siglo XV y se debe al maestro Juan Campero que fue contratado por el cardenal Cisneros. Tiene tres cuerpos y un chapitel. En el tercer cuerpo se hallan los escudos de la villa y de Cisneros.
La portada de la resurrección, del siglo XVI mezcla el gótico mudéjar con el Renacimiento. Los autores del conjunto fueron Juan de Cisniega y Juan Calderón y fue financiado por el Arzobispo Fonseca que dejó en ella su escudo de armas. 

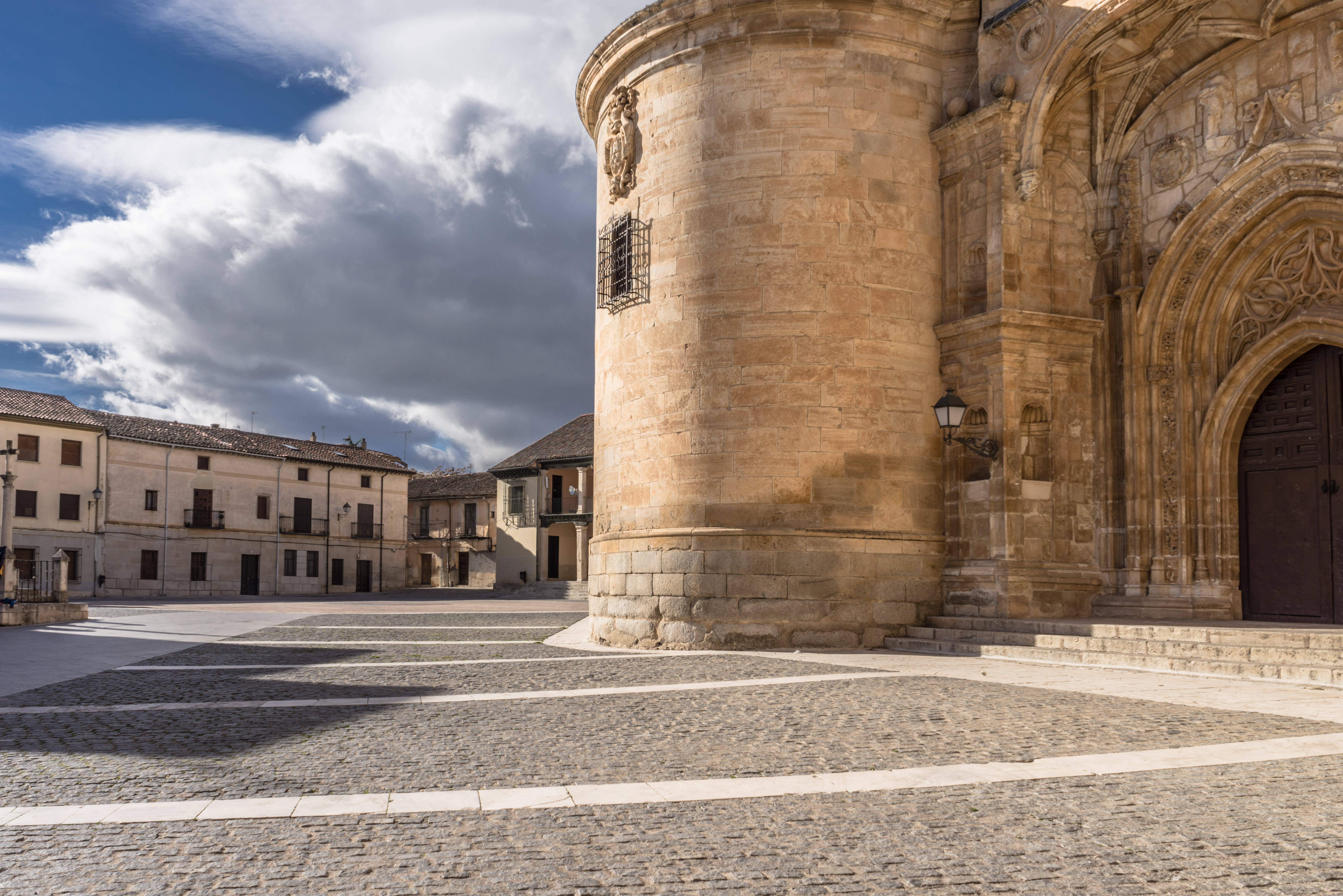
Vista parcial

Los retablos son barrocos y platerescos. Entre ellos destaca el retablo mayor. En 2014, durante unos trabajos de rehabilitación, se descubrieron unos dibujos e inscripciones en la parte trasera del retablo renacentista realizados por artistas españoles del siglo XVI, según las primeras estimaciones. Los dibujos representan dos rostros masculinos y el bosquejo de un ave rapaz. Las inscripciones no han sido todavía descifradas.